# Waleria i tydzień cudów
Waleria i tydzień cudów (cz. Valerie a týden divů) – czechosłowacki film fabularny z 1970 roku, wyreżyserowany przez Jaromila Jireša na podstawie powieści Vítězslava Nezvala pod tym samym tytułem. Film korzysta z poetyckich środków audiowizualnych i słynie z surrealistycznego klimatu.
Adaptacja nakręcona została w 1969 roku z udziałem trzynastoletniej wówczas Jaroslavy Schallerovej obsadzonej w tytułowej roli. Film, łącząc elementy horroru i fantastyki, ukazuje główną bohaterkę żyjącą w zagmatwanym śnie, otumanianą przez lokalnego księdza, prześladowaną przez wampiry oraz uwodzoną przez mężczyzn i kobiety.

## Nagrody i wyróżnienia
- 1971, Chicago International Film Festival:
  - nominacja do nagrody Gold Hugo w kategorii najlepszy film fabularny (wyróżniony: Jaromil Jireš)[2]